# Уста
Уста или усна дупља (лат. Cavitas oris) је почетни део дигестивног система у којем се врши механичка обрада хране и започиње њена хемијска дигестија. Усна дупља почиње усним отвором а завршава се ждрелом и садржи неколико органа који осим улоге у дигестивном систему, играју важну улогу и у вокализацији.

У анатомији животиња, уста, позната и као усна дупља, или на латинском cavum oris, су отвор кроз који многе животиње узимају храну и издају гласовне звукове. То је такође шупљина која лежи на горњем крају пробавног канала, споља ограничена уснама, а изнутра ждрелом. Код тетрапода садржи језик и, осим код неких попут птица, зубе. Ова шупљина је позната и као букална шупљина, од латинског bucca („образ“).

## Развиће
Код првих вишећелијских животиња вероватно није било уста или црева и честице хране су биле захваћене ћелијама на спољашњој површини процесом познатим као ендоцитоза. Честице су постале затворене у вакуоле у које су се излучивали ензими и варење се одвијало интрацелуларно. Продукти за варење се апсорбују у цитоплазму и дифундују у друге ћелије. Овај облик варења данас користе једноставни организми као што су амеба и парамецијум, као и сунђери који, упркос великој величини, немају уста или црева и хватају храну ендоцитозом.
Међутим, већина животиња има уста и црева, чија је облога континуирана са епителним ћелијама на површини тела. Неколико животиња које живе паразитски првобитно су имале црева, али су секундарно изгубиле ове структуре. Првобитно црево диплобластичних животиња вероватно се састојало од уста и једносмерног црева. Неки савремени бескичмењаци још увек имају такав систем: храна се уноси кроз уста, делимично се разграђује ензимима који се излучују у цревима, а резултујуће честице прогутају друге ћелије у слузници црева. Несварљиви отпад се избацује кроз уста.
Код животиња које су најмање сложене попут кишне глисте, ембрион формира удубљење на једној страни, бластопоре, које се продубљује и постаје архентерон, прва фаза у формирању црева. Код деутеростома, бластопора постаје анус, док црево на крају пролази отвара тунел да би направило други отвор, који формира уста. Код протостома се некада сматрало да бластопора формира уста (proto– што значи „први“), и да се анус формира касније као отвор направљен на другом крају црева. Новија истраживања, међутим, показују да се код протостома ивице бластопора у облику прореза затварају у средини, остављајући отворе на оба краја који постају уста и анус.

## Подела
Усна дупља је анатомски подељена на два дела:
- предворје усне дупље (лат. vestibulum oris) је мањи, почетни део усне дупље смештен непосредно иза усног отвора. Ограничен је уснама, ткивом образа, деснима и зубима.
- права усна дупља (лат. cavitas oris propria) је већи део усне дупље који садржи зубе, језик и пљувачне жлезде. Са предње стране се наставља на предворје усне дупље, а са њене задње (постериорно) стране почиње ждрело. Ограничена је за четири зида:
  - горњи зид или кров усне дупље који чине тврдо и меко непце (лат. palatum durum et mole),
  - доњи зид или под усне дупље који чине мишићи врата,
  - бочни зидове које чини ткиво образа.

Туника мукоза усне дупље изграђена је од плочастог слојевитог епитела са орожавањем или без њега, а у зависности од површине коју облаже дели се на мастикаторну, засторну и специјализовану мукозу. Субмукозу чини добро васкуларизовано растресито везивно ткиво које садржи и мале пљувачне жлезде, а улога му је да повезује мукозу са мишићним ткивом образа и усана.

## Усне
Усне (лат. labia oris) су набори мишићног порекла на почетку усне дупље. Унутрашњост им је обложена плочастим слојевитим епителом без орожавања а интензивно црвена боја потиче од бројних капилара присутних у ламини проприји. Снабдевене су и малим пљувачним жлездама које влаже унутрашњост усне дупље. Мишићни слој је представљен попречно-пругастом мускулатуром кружног мишића усана (лат. m. orbicularis oris).

## Зуби и десни
Зуби су чврсте творевине изграђене од дентина чија је основна улога кидање и уситњавање хране. Постављени су у два лука у горњој и доњој вилици и код човека расту два пута у току живота. Први, млечни зуби (лат. dentes decidui) израстају до 10. месеца живота а постепено их замењују стални зуби (лат. dentes permanentes) од 6 године па надаље. У зависности од положаја, облика и функције подељени су у четири групе:
- секутићи (лат. dentes incisivi)
- очњаци (лат. dentes canini)
- преткутњаци
- кутњаци

Морфолошки гледано, код зуба се разликују корен (лат. radix), врат (лат. cervix) и круница (лат. corona) зуба. Зуб је до нивоа врата, односно до почетка крунице усађен у десне.
Круницу зуба облаже глеђ (лат. enamelum) која представља најтврђе ткиво присутно код човека. Глеђ је ацелуларне природе, састоји се из призматичних структура чијим хемијским саставом доминирају соли калцијума. Енамелум се ствара само током развитка зуба када је генеришу амелобласти који по завршетку развоја нестају те је глеђ у потпуности ацелуларна, неваскуларизована и неинервисана творевина која нема способност регенерације мада у извесној мери комуницира са околином и испољава селективну пермеабилност у размени јона са средином.
Ткиво зуба се састоји из две хистолошки сродне целине: спољашње изграђене од дентина и унутрашње коју чини пулпа зуба. Дентин је аваскуларно ткиво које се састоји из малог дела органског матрикса у који је уграђена велика количина соли калцијума које чине око 70% његове масе. Дентин је по физичким карактеристикама сличан кости, чврст је али показује и известан степен еластичности. Органски матрикс дентина излучују одонтобласти постављени медијално, на граници са периферним делом пулпе, који уједно омогућују и исхрану дентина али и његову способност регенерације. Пулпа се састоји из периферног дела, који је подељен на одонтобластни слој и субодонтнобласни слој, и паренхима пулпе изграђеног од растреситог везивног ткива у коме су смештена нервна влакна и крвни судови.
Корен зуба облаже цемент (лат. cementum), по грађи сличан кости. Корен зуба је за кост вилице повезан еластичним везама које гради специјализовано везивно ткиво, тзв. периодонцијум чијом структуром доминирају Шарпејева влакна (по грађи колагена влакна) која се протежу од цемента зуба до кости вилице.
Десни (лат. gingivae) су изграђене од епитела мастикаторног типа и покривају делове мандибуле, максиле и врат зуба. Изграђене су од плочастог слојевитог епитела са орожавањем, ламина проприја је са пуно папила, без малих пљувачних жлезда. Непосредно пре региона зуба прекривеног глеђу, ћелије епитела луче кутикулу која практично представља базалну ламину којом је мукоза причвршћена директно за дентин.

## Језик
Језик (лат. lingua) је мишићни орган који заузима централни део усне дупље и обавља више функција - приликом жвакања, обрће и помера храну, представља орган укуса а игра и важну улогу у процесу вокализације. Анатомски, језик се састоји из корена језика и тела језика који има три стране, једну горњу, и две бочне које се сусрећу и спајају у врху језика. Мускулатура језика је попречно-пругастог типа, са бројним везивним влакнима између мишићних ћелија, а готово све мишиће језика инервише nervus hypoglossus (XII).
Мукоза језика је по већини својстава мастикаторног типа али се издваја као специјализована због присуства бројних папила. Оживчавају је V, VII, IX и X кранијални живци. Издвајају се четири врсте папила:
- печуркасте папиле (лат. papillae fungiformes); макроскопски су видљиве као црвене тачке на површини језика, доминирају у врху језика. На својој површини имају неколико густативних корпускула, хеморецептора чула укуса.
- опшанчене папиле су највеће папиле језика. Садрже бројне густативне корпускуле а опкружене су узаним жлијебом у дну којег се налазе изводни канали специфичних пљувачних жлезда (фон Ебнерове серозне пљувачне жлезде) које константно испирају површину папиле, дозвољавајући да густативни корпускули стално примају и спроводе нов надражај.
- листасте папиле су најмање заступљене, а највише их има по бочним странама језика.
- кончасте папиле су најмање и најбројније. Немају густативне корпускуле, већ садрже слободне нервне завршетке и представљају рецепторе за бол, топлоту и додир.

## Пљувачне жлезде
Пљувачне жлезде (лат. glandulae salivariae) су егзокрине жлезде чији се изводни канали завршавају у усној дупљи. Производ лучења пљувачних жлезда је пљувачка (лат. saliva) која представља комплексну смешу воде, јона, ензима и различитих бактериостатских супстанци а чија је улога лубрикација усне дупље као и почетно разлагање угљених хидрата под утицајем ензима амилазе. Лучење пљувачке је контролисано вегетативним центрима, а њена конзистенција, вискозност и количина зависе од низа фактора.
Пљувачне жлезде се деле на:
- мале пљувачне жлезде (лат. gl. saliveres minores) које су расуте по мукози и субмукози целе усне дупље, изузев непца и гингиве, а улога им је лучење пљувачке за лубрикацију мукозе.
- велике пљувачне жлезде (лат. gl. salivares majores).

Грађа великих пљувачних жлезда се одликује инкапсулираним, лобулисаним паренхимским (секреторним) делом и кратким изводним каналима (лат. ductus intercalatus) обложеним коцкастим епителом. Пљувачне жлезде се, у зависности од грађе паренхимског дела и природе секрета деле на:
- серозне (садрже бројне серозне ћелија, секрет је бистар, слабо вискозан)
- мукозне (садрже мукозне ћелије, секрет је нешто гушће конзистенције, вискознији)
- мешовите/серомукозне (садрже и серозне и мукозне ћелије).

Анатомски гледано, код човека се издвајају следеће пљувачне жлезде:
- заушна (лат. gl. parotis), парна и највећа, серозног типа;
- подјезична (лат. gl. sublingualis), парна, мешовита;
- подвилична (лат. gl. submandibularis), парна, мешовита.